# Râul Crainici, Motru
Râul Crainici este un curs de apă, afluent al râului Motru.